# U-977
U-977 – niemiecki okręt podwodny typu VIIC z okresu II wojny światowej, zwodowany 31 marca 1943 roku w stoczni Blohm und Voss w Hamburgu. Po przyjęciu do służby w Kriegsmarine 6 maja 1943 roku, do stycznia 1945 roku prowadził działalność szkoleniową na Bałtyku. Po otrzymaniu rozkazu zakończenia działań bojowych w związku z kapitulacją Niemiec, jako jeden z dwóch okrętów swojego typu, odbył rejs do Argentyny, gdzie został internowany 17 sierpnia 1945 roku, po czym został przekazany Stanom Zjednoczonym. 13 listopada 1946 roku jednostka została zatopiona jako ćwiczebny okręt-cel. Z rejsem okrętu związane są teorie spiskowe, że przewiózł do Ameryki Południowej żywego Adolfa Hitlera.

## Budowa i konstrukcja
Stępkę pod okręt położono 24 lipca 1942 roku w stoczni Blohm und Voss w Hamburgu (werk 177), gdzie jednostka została zwodowana 31 marca 1943 roku jako U-977. U-977 był małym okrętem o średnim zasięgu oceanicznym i wyporności nawodnej 762 ton oraz wyporności w zanurzeniu wynoszącej 871 ton. Kadłub jednostki miał charakter hybrydowy między strukturą jedno- i dwukadłubową. Średnica kadłuba sztywnego okrętu wynosiła 4,70 metra, blachy zaś kadłuba ciśnieniowego miały grubość 1,85 centymetra. Z uwagi na konstrukcję kadłuba, jak wszystkie jednostki swojego typu, dysponował bardzo dużym współczynnikiem marginesu bezpieczeństwa wynoszącym nominalnie 2,5, co przy zanurzeniu testowym wynoszącym 100 metrów, pozwalało mu na względnie bezpieczne zanurzanie się na głębokość do 250 metrów. Układ napędowy okrętu tworzyły dwa silniki Diesla MAN, ładujące akumulatory dla dwóch silników elektrycznych AEG, napędzających dwa wały. Tak skonfigurowany system energetyczny jednostki zapewniał okrętowi moc wyjściową 3200 bhp na powierzchni oraz 560 shp w zanurzeniu. Jednostka zdolna była nominalnie do osiągnięcia prędkości 17 węzłów na powierzchni oraz 7,5 węzła w zanurzeniu, przy czym zasięg okrętu wynosił odpowiednio 8500 mil morskich przy prędkości 10 węzłów na powierzchni oraz 80 Mm przy prędkości 4 węzłów w zanurzeniu. W lutym 1945 roku, okręt został wyposażony w chrapy. Płaszczyzny sterowe okrętu stanowiły dwa symetryczne stery głębokości umieszczone na rufie za śrubami oraz stałe stery głębokości o niewielkim promieniu obrotu na dziobie, a także podwójne stery kierunku za sterami głębokości na rufie. Układ ten zapewniał dobre panowanie nad okrętem, w tym krótki czas zanurzenia nie przekraczający 40 sekund.
U-977 wyposażony był w cztery wyrzutnie torpedowe kalibru 533 milimetry na dziobie oraz jedną wyrzutnię tego samego kalibru na rufie. Uzbrojenie torpedowe mogło stanowić do czternastu torped Lüt lub T5, przenoszonych w wyrzutniach i w rakach - po jednej torpedzie w każdej z wyrzutni oraz zapas siedmiu torped w rakach torpedowych, a także dwie torpedy rezerwowe w kontenerach na górnym pokładzie. Uzbrojenie artyleryjskie okrętu stanowiły umieszczone za kioskiem dwa podwójne sprzężone działka 20 milimetrów.

## Służba
Po wejściu do służby pod dowództwem Oberleutnanta zur See Hansa Leilicha, U-977 został skierowany na Bałtyk w celu odbycia treningów załogi. W trakcie działalności szkoleniowej okręt został trzykrotnie staranowany, w efekcie czego jego kadłub uznano za nie spełniający wymagań służby operacyjnej i jednostce na stałe przyznano zadania jedynie szkoleniowe.
W połowie grudnia 1944 roku, według niektórych zaś źródeł w marcu 1945 roku, dowództwo okrętu objął Oberleutnant zur See Heinz Schaeffer. Okręt prowadził jednak działalność szkoleniową w ramach 21. Flotylli niemal do końca stycznia 1945 roku. Płynąc przez Świnoujście, Kilonię i Cuxhaven, 20 lutego 1945 roku U-977 wpłynął do portu w Hamburgu, gdzie od 26 lutego do 31 marca przeszedł remont kadłuba, podczas którego wyposażono go także w chrapy. Między 1 a 12 kwietnia 1945 roku U-977 został wyposażony i załadowany w Kilonii, skąd 16 kwietnia 1945 roku (prawdopodobnie w towarzystwie dwóch innych okrętów podwodnych) wypłynął do Horten w Norwegii zawijając po drodze do Frederikshavn w Danii. W trakcie następującego po tym przejścia przez Skagerrak, U-Boot czterokrotnie został zmuszony do awaryjnego zanurzenia przez przelatujące w pobliżu samoloty. We fiordzie Oslo jednostka Schaeffera spędziła sześć godzin na dnie, aby 20 kwietnia zawinąć do Horten, gdzie przeszła testy systemu wentylacji za pomocą chrap. Ostatecznie, 30 kwietnia 1945 roku o godzinie 5:00 jednostka zawinęła do norweskiego portu Kristiansand.

### Rejs do Argentyny
Na początku maja 1945 roku, w związku z informacją o śmierci Adolfa Hitlera, załoga jednostki wzięła udział ceremonii flagowej na jego cześć. Po niezbędnym zaopatrzeniu okrętu, 2 maja o godzinie 22:00 U-977 wypłynął w swój pierwszy patrol bojowy, z zadaniem wejścia do brytyjskiego portu w Southampton w celu zatopienia jak największej liczby jednostek.

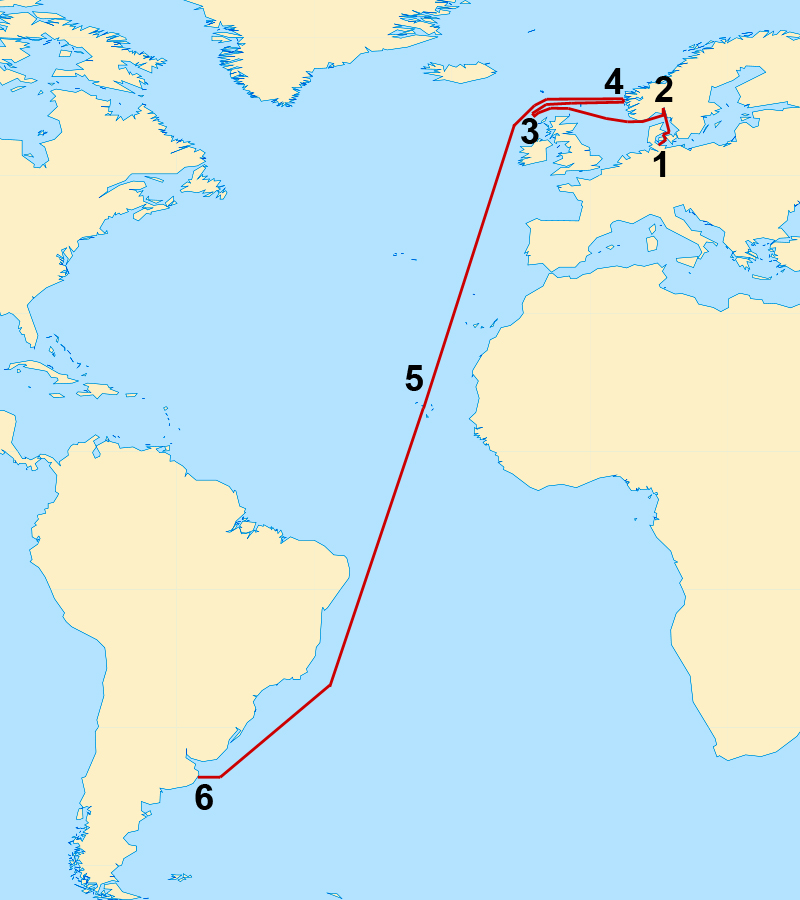
Trasa rejsu U-977:
(1) kwiecień 1945 – Kilonia,
(2) 2 maja - początek patrolu bojowego z Kristiansand,
(3) 8 maja - wiadomość o kapitulacji Niemiec,
(4) 10 maja - wysadzenie części załogi koło Bergen,
(5) 14 lipca - koniec rejsu w zanurzeniu
(6) 17 sierpnia 1945 – zawinięcie do Mar del Plata.

Przy użyciu chrap przez 4 godziny każdej nocy, okręt przepłynął w zanurzeniu wzdłuż wybrzeża Norwegii. 7 maja uszkodzeniu uległ peryskop obserwacyjny na skutek jego wysunięcia podczas zanurzania okrętu.
Gdy 8 maja na pokład okrętu dotarła wiadomość o kapitulacji Niemiec, wśród załogi rozgorzały długie dyskusje, które kontynuowane były w pobliżu Bergen. W ich efekcie, żonaci członkowie załogi otrzymali możliwość wymustrowania lub pozostania na pokładzie okrętu, który udać się miał do Argentyny, która nie traktowała dotąd Niemiec wrogo. 10 maja między 2:30 a 3:30 rano, trzech marynarzy oraz 13 podoficerów opuściło okręt w trzech gumowych łodziach. Jedna z nich została wkrótce uszkodzona, toteż szesnastu członków U-977 przybiło wkrótce do brzegu w pobliżu Bergen w dwóch pozostałych łodziach. Wszyscy oni zostali aresztowani przez Brytyjczyków, po tym gdy przedstawili się jako rozbitkowie z U-977. W dalszy rejs U-977 udał się z 32 członkami załogi, którzy w tym składzie byli w stanie zapewnić zwykłe czterogodzinne wachty, na przemian z 8 godzinami wypoczynku, każda jednak wachta miała o jedną osobę mniejszy skład osobowy. Okręt przez przesmyk islandzki skierował się na południowy zachód, w odległości około 100 mil morskich minął Maderę i skierował się w stronę Wysp Zielonego Przylądka. 14 lipca 1945 roku okręt zatrzymał się na cztery godziny na południowy zachód od Branco. Załoga wykorzystała ten czas na relaks, oddając się pływaniu i śpiewając. W ciągu następnego dnia, z U-Boota dwukrotnie dostrzeżono okręt i samolot, co zmusiło U-977 do chwilowych zmian kursu.

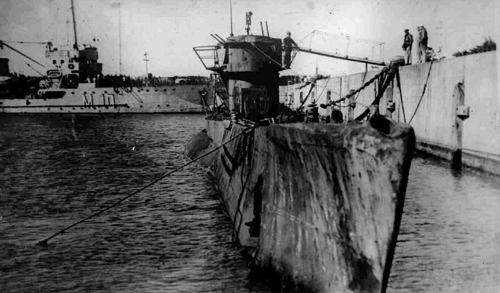
U-977 przy nabrzeżu w Mar del Plata

Po 66 dniach rejsu w zanurzeniu, maratonie dookoła wysp brytyjskich oraz podróży przez Atlantyk, załoga okrętu znajdowała się na skraju wyczerpania. Trudy rejsu na chrapach odbiły się również na sprawności silników. O godzinie 6 rano 23 lipca U-977 przekroczył równik około 30°W, gdzie 28 z 32 oficerów i marynarzy przeszło zwyczajowy chrzest równikowy. W ciągu następnych trzech dni załoga kilkakrotnie dostrzegała samoloty, zaś 30 lipca dowódca okrętu uzyskał wiadomość, że poprzedzający go U-530 wraz z całą załogą został wydany przez Argentynę Stanom Zjednoczonym. Okręt ten w ostatnich dniach wojny operował na południowym Atlantyku. Informacja o jego wydaniu Stanom Zjednoczonym nie zmieniła jednak dotychczasowych planów załogi U-977. 1 sierpnia okręt przeprowadził testowe zanurzenie na głębokość 40 metrów, w ciągu najbliższych dwóch tygodni wykrył dwie duże jednostki pływające. 17 sierpnia 1945 roku, po 108 dniach podróży i przebyciu 7600 mil morskich, U-977 zawinął do argentyńskiego portu Mar del Plata, gdzie załoga poddała się marynarce argentyńskiej. Przed wejściem do portu załoga rozważała jeszcze zatopienie okrętu i potajemne przedostanie się na argentyński brzeg.

## Internowanie załogi i zatopienie okrętu
Po poddaniu się załoga została internowana przez Argentynę, a wkrótce wraz z okrętem przekazana Stanom Zjednoczonym. Członkowie załogi zostali przewiezieni do Ameryki Północnej, gdzie zostali poddani przesłuchaniom, po czym przewiezieni do Europy. Tu trafili do brytyjskiego obozu, po czym zostali zwolnieni w 1946 roku. Sam U-977 został przekazany marynarce amerykańskiej we wrześniu 1945 roku, po czym o własnych siłach lecz z amerykańską załogą wypłynął do Bostonu. Po przepłynięciu 6000 mil, 13 listopada 1945 roku U-977 przypłynął do Massachusetts. Na skutek awarii silników, amerykańska załoga zmuszona była do ich remontu w morzu, co umożliwiło zawinięcie jednostki do Boston Navy Yard. Po pobieżnym remoncie okręt przeszedł do Submarine Base New London, gdzie został przygotowany do udziału Victory Tour of the Eastern Seaboard, będącego formą rejsu zwycięstwa. W ciągu trzech tygodni, wraz z niszczycielem eskortowym typu Cannon USS „Baker” (DE-190), U-977 zawinął do Albany, Poughkeepsie i Newburgh w stanie Nowy Jork; Wilmington i Lewes w stanie Delaware; Richmond w Wirginii oraz do Waszyngtonu. Celem tej podróży było zaprezentowanie społeczeństwu niemieckiego U-Boota w towarzystwie niszczyciela eskortowego USS „Baker”. Parada ukończona została 8 grudnia 1945 roku
U-977 przepłynął następnie do stoczni Portsmouth Naval Shipyard, gdzie dołączył do U-Bootów, które poddały się Amerykanom na zakończenie wojny. Ostatecznie 13 listopada 1946 roku były okręt podwodny Kriegsmarine został storpedowany jako okręt-cel przez jednostkę amerykańskiej floty podwodnej USS „Atule” (SS-403). Nastąpiło to w ramach ustaleń międzysojuszniczych co do zniszczenia byłych niemieckich okrętów podwodnych (operacja Deadlight).

## Teorie spiskowe
W literaturze, zwłaszcza anglojęzycznej, żywe są teorie spiskowe na temat ostatniego rejsu U-977 pod banderą III Rzeszy. Podnoszony jest cel rejsu okrętu do Argentyny, zwłaszcza w kontekście czasu jego trwania. Według niektórych spekulacji, uważa się, że przewiózł on do Ameryki Południowej żywego Adolfa Hitlera. Plotki dotyczące potajemnego wysadzania na pontonach osób z okrętów podwodnych po raz pierwszy pojawiły się w prasie argentyńskiej i urugwajskiej już wkrótce po przypłynięciu okrętu i były przedmiotem dochodzeń przez służby wywiadowcze Argentyny i USA, których wyniki nie potwierdziły transportu jakichkolwiek innych osób lub dóbr o szczególnym znaczeniu.